# Liste der denkmalgeschützten Objekte in Friesach-Friesach
Die Liste der denkmalgeschützten Objekte in Friesach enthält jene 153 denkmalgeschützten, unbeweglichen Objekte der Stadt Friesach, die auf dem Gebiet der Katastralgemeinde Friesach liegen. Die Liste schließt somit neben dem Gemeindehauptort unter anderem auch die Ortschaften Olsa, Hartmannsdorf und Grafendorf ein.

## Denkmäler
| Foto |                 | Denkmal | Standort                                                    | Beschreibung | Metadaten |
| ---- | --------------- | --- | ----------------------------------------------------------- | --- | --- |
| ja   | Datei hochladen | Bürgerhaus HERIS-ID: 113483seit 2021                                                                                      | Bahnhofstraße 1 Standort KG: Friesach                       | | BDA-Hist.: Q107559996 Status: Bescheid Stand der BDA-Liste: 2025-06-30 Name: Bürgerhaus GstNr.: .41 Bahnhofstraße 1, Friesach |
| ja   | Datei hochladen | Wohn- und Geschäftshaus HERIS-ID: 88393seit 2021                                                                          | Bahnhofstraße 2 Standort KG: Friesach                       | | BDA-Hist.: Q107560052 Status: Bescheid Stand der BDA-Liste: 2025-06-30 Name: Wohn- und Geschäftshaus GstNr.: .72 Bahnhofstraße 2, Friesach |
| ja   | Datei hochladen | Bürgerhaus HERIS-ID: 113484seit 2021                                                                                      | Bahnhofstraße 3 Standort KG: Friesach                       | | BDA-Hist.: Q107560364 Status: Bescheid Stand der BDA-Liste: 2025-06-30 Name: Bürgerhaus GstNr.: .40 Bahnhofstraße 3, Friesach |
| ja   | Datei hochladen | Wohn- und Geschäftshaus HERIS-ID: 113485seit 2021                                                                         | Bahnhofstraße 4 Standort KG: Friesach                       | | BDA-Hist.: Q107560387 Status: Bescheid Stand der BDA-Liste: 2025-06-30 Name: Wohn- und Geschäftshaus GstNr.: .73 |
| ja   | Datei hochladen | Wohn- und Geschäftshaus HERIS-ID: 113486seit 2021                                                                         | Bahnhofstraße 5 Standort KG: Friesach                       | | BDA-Hist.: Q107560404 Status: Bescheid Stand der BDA-Liste: 2025-06-30 Name: Wohn- und Geschäftshaus GstNr.: .5 Bahnhofstraße 5, Friesach |
| ja   | Datei hochladen | Wohn- und Geschäftshaus HERIS-ID: 113487seit 2021                                                                         | Bahnhofstraße 6 Standort KG: Friesach                       | Der im Kern spätmittelalterliche Bau wurde um 1920/1930 umgestaltet. Im Hof gibt es Holzpawlatschen. | BDA-Hist.: Q107560416 Status: Bescheid Stand der BDA-Liste: 2025-06-30 Name: Wohn- und Geschäftshaus GstNr.: .74 Bahnhofstraße 6, Friesach |
| ja   | Datei hochladen | Wohnhaus HERIS-ID: 113488seit 2021                                                                                        | Bahnhofstraße 7 Standort KG: Friesach                       | | BDA-Hist.: Q107560431 Status: Bescheid Stand der BDA-Liste: 2025-06-30 Name: Wohnhaus GstNr.: .6/2 Bahnhofstraße 7, Friesach |
| ja   | Datei hochladen | Wohnhaus HERIS-ID: 113489seit 2021                                                                                        | Bahnhofstraße 8 Standort KG: Friesach                       | | BDA-Hist.: Q107560448 Status: Bescheid Stand der BDA-Liste: 2025-06-30 Name: Wohnhaus GstNr.: .75 |
| ja   | Datei hochladen | Wohn- und Geschäftshaus HERIS-ID: 113490seit 2021                                                                         | Bahnhofstraße 9 Standort KG: Friesach                       | | BDA-Hist.: Q107560462 Status: Bescheid Stand der BDA-Liste: 2025-06-30 Name: Wohn- und Geschäftshaus GstNr.: .4 Bahnhofstraße 9, Friesach |
| ja   | Datei hochladen | Wohn- und Geschäftshaus, ehem. Gasthof Zum Weißen Rössl HERIS-ID: 88400seit 2021                                          | Bahnhofstraße 10 Standort KG: Friesach                      | Das langgestreckte Eckhaus, mit Fassade von 1929, stammt im Kern aus dem 14. Jahrhundert und hat im Obergeschoß ein gekuppeltes Renaissancefenster. Im Hof sind an der Nordseite Arkaden. | BDA-Hist.: Q107560120 Status: Bescheid Stand der BDA-Liste: 2025-06-30 Name: Wohn- und Geschäftshaus, ehem. Gasthof Zum Weißen Rössl GstNr.: .80 Bahnhofstraße 10, Friesach                                                                                            |
| ja   | Datei hochladen | Wohn- und Geschäftshaus HERIS-ID: 113491seit 2021                                                                         | Bahnhofstraße 11 Standort KG: Friesach                      | | BDA-Hist.: Q107560171 Status: Bescheid Stand der BDA-Liste: 2025-06-30 Name: Wohn- und Geschäftshaus GstNr.: .3 Bahnhofstraße 11, Friesach |
| ja   | Datei hochladen | Bürgerhaus HERIS-ID: 113493seit 2021                                                                                      | Bahnhofstraße 13 Standort KG: Friesach                      | | BDA-Hist.: Q107560219 Status: Bescheid Stand der BDA-Liste: 2025-06-30 Name: Bürgerhaus GstNr.: .2 Bahnhofstraße 13, Friesach |
| ja   | Datei hochladen | Bürgerhaus HERIS-ID: 113492seit 2021                                                                                      | Bahnhofstraße 14 Standort KG: Friesach                      | Die straßenseitigen Gebäudeteile stammen im Kern aus dem 16. Jahrhundert. Sie weisen eine auffällige Knickung der Fassade auf. Die Position der Fensterachsen im Obergeschoß ist unverändert geblieben; das Erdgeschoß ist mehrfach umgebaut, doch ist die tonnengewölbte Durchfahrt mit korbbogigem Torbogen erhalten. Anmerkung: einschließlich Bahnhofstraße 12 | BDA-Hist.: Q107560283 Status: Bescheid Stand der BDA-Liste: 2025-06-30 Name: Bürgerhaus GstNr.: .81, .82 Bahnhofstraße 12 und 14, Friesach |
| ja   | Datei hochladen | Wohn- und Geschäftshaus, Haus Herbst HERIS-ID: 35495 Objekt-ID: 34263                                                     | Bahnhofstraße 15 Standort KG: Friesach                      | Das Haus Herbst ist eine repräsentative vierflügelige Anlage, die teilweise bis in die erste Hälfte des 13. Jahrhunderts zurückgeht, im Spätmittelalter überbaut und im 16. Jahrhundert zu einem großzügigen Komplex mit einem zweigeschoßigen dreiseitigen Arkadenhof umgebaut wurde. Die schlichte Fassade zur Bahnhofstraße hin stammt aus der Mitte des 19. Jahrhunderts. Die Einfahrt wurde im 16. Jahrhundert mit einem achtjochigen Tonnengewölbe mit Stichkappen versehen. In der breiten Halle über der Einfahrt ruht ein um 1530 entstandenes Tonnengewölbe mit Stichkappen auf Wandpfeilern. | BDA-Hist.: Q37964685 Status: Bescheid Stand der BDA-Liste: 2025-06-30 Name: Wohn- und Geschäftshaus, Haus Herbst GstNr.: .1, 14 Haus Herbst, Friesach |
| ja   | Datei hochladen | Bürgerhaus HERIS-ID: 57141seit 2021                                                                                       | Bahnhofstraße 16 Standort KG: Friesach                      | | BDA-Hist.: Q107560296 Status: Bescheid Stand der BDA-Liste: 2025-06-30 Name: Bürgerhaus GstNr.: .83 |
| ja   | Datei hochladen | Ehemaliges Dominikanerinnenkloster mit Kapelle und archäologischem Fundhoffnungsgebiet HERIS-ID: 87910 Objekt-ID: 102366  | Conventgasse 2 Standort KG: Friesach                        | Der hufeisenförmige Gebäudekomplex wurde Ende des 17. Jahrhunderts errichtet und 1890 umgebaut. Ein Marmorrelief an der Fassade ist mit 1672 bezeichnet. Zur Anlage gehört eine spätbarocke Kapelle. Auf dem Areal hatten sich schon ab dem 12. Jahrhundert Ordensgebäude (Spital, Kirche) befunden. | BDA-Hist.: Q1299479 Status: § 2a Stand der BDA-Liste: 2025-06-30 Name: Ehemaliges Dominikanerinnenkloster mit Kapelle und archäologischem Fundhoffnungsgebiet GstNr.: .201, 1750, 400, 401, 402/1, 402/2 Dominikanerinnenkloster Friesach                              |
| ja   | Datei hochladen | Bürgerhaus HERIS-ID: 113494seit 2021                                                                                      | Fleischbankgasse 3 Standort KG: Friesach                    | | BDA-Hist.: Q107564213 Status: Bescheid Stand der BDA-Liste: 2025-06-30 Name: Bürgerhaus GstNr.: .104 Fleischbankgasse 3, Friesach |
| ja   | Datei hochladen | Bürgerhaus HERIS-ID: 88402seit 2021                                                                                       | Fleischbankgasse 4 Standort KG: Friesach                    | Das Haus mit einfach gegliederter Fassade von Ende des 19. Jahrhunderts geht im Kern auf 2 mittelalterliche Bauten des 14. Jahrhunderts zurück. In Keller und Erdgeschoß sind Gewölbe des 16. Jahrhunderts. | BDA-Hist.: Q107564298 Status: Bescheid Stand der BDA-Liste: 2025-06-30 Name: Bürgerhaus GstNr.: .118 Fleischbankgasse 4, Friesach |
| ja   | Datei hochladen | Wohnhaus HERIS-ID: 113495seit 2021                                                                                        | Fleischbankgasse 5 Standort KG: Friesach                    | | BDA-Hist.: Q107564356 Status: Bescheid Stand der BDA-Liste: 2025-06-30 Name: Wohnhaus GstNr.: .105/1 Fleischbankgasse 5, Friesach |
| ja   | Datei hochladen | Wohn- und Geschäftshaus HERIS-ID: 113496seit 2021                                                                         | Fleischbankgasse 6 Standort KG: Friesach                    | | BDA-Hist.: Q107564327 Status: Bescheid Stand der BDA-Liste: 2025-06-30 Name: Wohn- und Geschäftshaus GstNr.: .117/1 Fleischbankgasse 6, Friesach |
| ja   | Datei hochladen | Florianisäule HERIS-ID: 88085 Objekt-ID: 102607                                                                           | Florianiplatz Standort KG: Friesach                         | Die Florianisäule war ehemals am Hauptplatz östlich vom Stadtbrunnen aufgestellt und wurde 1810 an den heutigen Standort übertragen. Der Sockel ist mit Anton Vaugin 1803 (Stadtbürgermeister) bezeichnet. Die Florianistatue stammt aus dem Jahre 1886. | BDA-Hist.: Q37723604 Status: § 2a Stand der BDA-Liste: 2025-06-30 Name: Florianisäule GstNr.: 988 |
| ja   | Datei hochladen | Wohnhaus HERIS-ID: 113503seit 2021                                                                                        | Fürstenhofgäßchen 2 Standort KG: Friesach                   | | BDA-Hist.: Q107564709 Status: Bescheid Stand der BDA-Liste: 2025-06-30 Name: Wohnhaus GstNr.: .12 Fürstenhofgäßchen 2, Friesach |
| ja   | Datei hochladen | Wohnhaus HERIS-ID: 113504seit 2021                                                                                        | Fürstenhofgäßchen 4 Standort KG: Friesach                   | | BDA-Hist.: Q107564760 Status: Bescheid Stand der BDA-Liste: 2025-06-30 Name: Wohnhaus GstNr.: .11 Fürstenhofgäßchen 4, Friesach |
| ja   | Datei hochladen | Wohnhaus HERIS-ID: 113497seit 2021                                                                                        | Fürstenhofgasse 1 Standort KG: Friesach                     | | BDA-Hist.: Q107565516 Status: Bescheid Stand der BDA-Liste: 2025-06-30 Name: Wohnhaus GstNr.: .39 Fürstenhofgasse 1, Friesach |
| ja   | Datei hochladen | Wohnhaus HERIS-ID: 35497 Objekt-ID: 34265                                                                                 | Fürstenhofgasse 2 Standort KG: Friesach                     | Das Haus ist ein über einem U-förmigen Grundriss errichteter Bau des 16. Jahrhunderts mit einer schlichten Fassade des 18. Jahrhunderts. Die fünfjochigen Arkaden im Obergeschoß des Nordflügels entstanden im zweiten Viertel des 16. Jahrhunderts. In der vierjochigen Eingangshalle ruht ein Kreuzgewölbe aus dem ersten Viertel des 16. Jahrhunderts auf einem achteckigen Granitpfeiler. | BDA-Hist.: Q37964711 Status: Bescheid Stand der BDA-Liste: 2025-06-30 Name: Wohnhaus GstNr.: .6/1 |
| ja   | Datei hochladen | Bürgerhaus HERIS-ID: 113499seit 2021                                                                                      | Fürstenhofgasse 3 Standort KG: Friesach                     | | BDA-Hist.: Q107565687 Status: Bescheid Stand der BDA-Liste: 2025-06-30 Name: Bürgerhaus GstNr.: .38/3 Fürstenhofgasse 3, Friesach |
| ja   | Datei hochladen | Bürgerhaus HERIS-ID: 35498 Objekt-ID: 34266                                                                               | Fürstenhofgasse 4, 6 Standort KG: Friesach                  | Das Gebäude ist eine langgezogene, hakenförmige Anlage des 16. Jahrhunderts mit Arkadenhof und Sattelwerk. Das Mauerwerk der Nordfront geht teilweise auf das 13. Jahrhundert zurück. Im Innenhof befindet sich ein zweiflügeliger, zweigeschoßiger Arkadengang mit polygonalen Pfeilern im Obergeschoß und steilen schmalen Kreuzgratgewölben vom Anfang des 16. Jahrhunderts. | BDA-Hist.: Q37964724 Status: Bescheid Stand der BDA-Liste: 2025-06-30 Name: Bürgerhaus GstNr.: .7/1, 8, .7/2 |
| ja   | Datei hochladen | Wohnhaus HERIS-ID: 113501seit 2021                                                                                        | Fürstenhofgasse 8 Standort KG: Friesach                     | | BDA-Hist.: Q107565710 Status: Bescheid Stand der BDA-Liste: 2025-06-30 Name: Wohnhaus GstNr.: .13/2, .14 Fürstenhofgasse 8, Friesach |
| ja   | Datei hochladen | Wohnhaus HERIS-ID: 28981 Objekt-ID: 25598                                                                                 | Fürstenhofgasse 10 Standort KG: Friesach                    | Das Gebäude stammt aus dem frühen 14. Jahrhundert. Es wurde im 16. Jahrhundert adaptiert und erweitert und Anfang des 19. Jahrhunderts mit einer Biedermeierfassade und einem Krüppelwalmdach mit einem Dachhäuschen versehen. | BDA-Hist.: Q37922867 Status: Bescheid Stand der BDA-Liste: 2025-06-30 Name: Wohnhaus GstNr.: .13/1, 21 Fürstenhofgasse 10, Friesach |
| ja   | Datei hochladen | Wohnhaus HERIS-ID: 88404 Objekt-ID: 102974                                                                                | Fürstenhofgasse 12 Standort KG: Friesach                    | Das Haus setzt sich aus zwei mittelalterlichen Häusern aus der zweiten Hälfte des 13. Jahrhunderts zusammen, die im 16. Jahrhundert zu einer dreiflügeligen Anlage verbunden wurden. Das Satteldach stammt aus der zweiten Hälfte des 17. Jahrhunderts. Die Fassade wird durch die breite Traufkehle, das profilierte Kranzgesims und das Kordongesims über dem Erdgeschoß gegliedert. An der Nordfront haben sich spätmittelalterliche Schlitzfenster vom Anfang des 14. Jahrhunderts erhalten. Im Durchgangsflur ruht ein Tonnengewölbe mit Stichkappen auf seitlichen Pfeilern. Im Scheitel der zwei hofseitigen Kreuzgratgewölbe sind kleine Wappen des 16. Jahrhunderts angebracht. | BDA-Hist.: Q37725371 Status: Bescheid Stand der BDA-Liste: 2025-06-30 Name: Wohnhaus GstNr.: .17/1 |
| ja   | Datei hochladen | Stallgebäude HERIS-ID: 113502seit 2021                                                                                    | bei Fürstenhofgasse 12 Standort KG: Friesach                | | BDA-Hist.: Q107565611 Status: Bescheid Stand der BDA-Liste: 2025-06-30 Name: Stallgebäude GstNr.: .17/2 Stallgebäude bei Fürstenhofgasse 12, Friesach |
| ja   | Datei hochladen | Musikschule HERIS-ID: 53702 Objekt-ID: 61713                                                                              | Fürstenhofgasse 14 Standort KG: Friesach                    | Das Gebäude war ehemals im Besitz des Erzstiftes Salzburg und diente ab 1876 als Armenhaus. Die Anlage setzt sich aus zwei Häusern zusammen. Der nördliche Trakt stammt teilweise aus der zweiten Hälfte des 13. Jahrhunderts und wurde im 14. Jahrhundert zu einer zweiflügeligen Anlage erweitert. Im Innenhof befinden sich über zwei Geschoße reichende Doppelarkaden des 16. Jahrhunderts über toskanischen Säulen mit Kreuzgratgewölben. Die Außenmauer an der Grenze zum Fürstenhof ist unverputzt und stammt aus dem 13. Jahrhundert. Die Fenster entstanden im dritten Viertel des 14. Jahrhunderts. Das zweiläufige, flachbogige gewölbte Stiegenhaus mit Holztreppen und Kreuzgratgewölben in nördlichen Hausteil stammt aus dem 17. Jahrhundert. Der südliche Hausteil mit einer spitzbogigen Toröffnung wurde in der ersten Hälfte des 16. Jahrhunderts errichtet. | BDA-Hist.: Q38058077 Status: Bescheid Stand der BDA-Liste: 2025-06-30 Name: Musikschule GstNr.: .18/1 |
| ja   | Datei hochladen | Mariensäule HERIS-ID: 88092 Objekt-ID: 102615                                                                             | Fürstenhofplatz Standort KG: Friesach                       | Die Mariensäule wurde 1732 von der Bürgerschaft zur Erinnerung an die große Pest von 1713 bis 1715 errichtet. Auf einem quadratischen Podest, einem mit einem Chronogramm versehenen Sockel und einer Säule mit korinthisierendem Kapitell steht eine Statue der Maria Immaculata. | BDA-Hist.: Q37723652 Status: Bescheid Stand der BDA-Liste: 2025-06-30 Name: Mariensäule GstNr.: 1763/2 Mariensäule, Friesach |
| ja   | Datei hochladen | Fürstenhof (Neues Rathaus und Hofbereich) HERIS-ID: 35499 Objekt-ID: 34267                                                | Fürstenhofplatz 1 Standort KG: Friesach                     | Der Fürstenhof bzw. das Hofhaus ist ein im Kern aus dem 13. Jahrhundert stammender Gebäudekomplex, der immer wieder aus- und umgebaut wurde. Im Jahr 2000 wurde die Anlage generalsaniert und für Ausstellungszwecke adaptiert. Eine ehemalige Kapelle dient heute als Standesamt. | BDA-Hist.: Q1483315 Status: Bescheid Stand der BDA-Liste: 2025-06-30 Name: Fürstenhof (Neues Rathaus und Hofbereich) GstNr.: .18/2 Fürstenhof Friesach |
| ja   | Datei hochladen | Kastengebäude (Speicher) HERIS-ID: 35500 Objekt-ID: 34268                                                                 | Fürstenhofplatz 1a Standort KG: Friesach                    | Der mächtige viergeschoßige Schüttkasten wurde Anfang des 14. Jahrhunderts an der Stadtmauer errichtet und im 16. Jahrhundert hofseitig um einen Pfeilerarkadenvorbau erweitert. | BDA-Hist.: Q64512799 Status: Bescheid Stand der BDA-Liste: 2025-06-30 Name: Kastengebäude (Speicher) GstNr.: .19 Kastengebäude in Friesach |
| ja   | Datei hochladen | Feuerwehrhaus HERIS-ID: 53703seit 2021                                                                                    | Fürstenhofplatz 2 Standort KG: Friesach                     | | BDA-Hist.: Q107567520 Status: Bescheid Stand der BDA-Liste: 2025-06-30 Name: Feuerwehrhaus GstNr.: .21, 30, 26 |
| ja   | Datei hochladen | Wohn- und Geschäftshaus HERIS-ID: 88408seit 2021                                                                          | Fürstenhofplatz 3 Standort KG: Friesach                     | | BDA-Hist.: Q107567467 Status: Bescheid Stand der BDA-Liste: 2025-06-30 Name: Wohn- und Geschäftshaus GstNr.: .22, .23 Fürstenhofplatz 3, Friesach |
| ja   | Datei hochladen | Wirtschaftsgebäude HERIS-ID: 113506seit 2021                                                                              | gegenüber Fürstenhofplatz 3 Standort KG: Friesach           | | BDA-Hist.: Q107567567 Status: Bescheid Stand der BDA-Liste: 2025-06-30 Name: Wirtschaftsgebäude GstNr.: .20 Wirtschaftsgebäude bei Fürstenhofplatz 3 |
| ja   | Datei hochladen | Ruine Geiersberg, Kapelle hl. Anna und Umfassungsmauern HERIS-ID: 35516 Objekt-ID: 34284                                  | Geyersbergweg 24 Standort KG: Friesach                      | Eine im 12. oder 13. Jahrhundert errichtete und ab dem 18. Jahrhundert im Verfall begriffene Burg wurde 1912 restauriert und auch danach weiter umgebaut. Der mächtige sechsgeschoßige Bergfried stammt noch aus dem 13. Jahrhundert, der nördlich anschließende Wohntrakt wurde hingegen 1911 auf mittelalterlichen Mauerresten neu errichtet. Teile der mittelalterlichen Ringmauer sind ebenso wie ein zu einer Kapelle umgebauter Turm. | BDA-Hist.: Q1011918 Status: Bescheid Stand der BDA-Liste: 2025-06-30 Name: Ruine Geiersberg, Kapelle hl. Anna und Umfassungsmauern GstNr.: .224/1, .224/2 Burg Geiersberg                                                                                              |
| ja   | Datei hochladen | Wohnhaus HERIS-ID: 113507seit 2021                                                                                        | Hafnergasse 1 Standort KG: Friesach                         | | BDA-Hist.: Q107567661 Status: Bescheid Stand der BDA-Liste: 2025-06-30 Name: Wohnhaus GstNr.: .119 Hafnergasse 1, Friesach |
| ja   | Datei hochladen | Wohnhaus HERIS-ID: 113508seit 2021                                                                                        | Hafnergasse 2 Standort KG: Friesach                         | | BDA-Hist.: Q107567693 Status: Bescheid Stand der BDA-Liste: 2025-06-30 Name: Wohnhaus GstNr.: 1851 Hafnergasse 2, Friesach |
| ja   | Datei hochladen | Katholische Filialkirche heiliger Thomas und Friedhof HERIS-ID: 88025 Objekt-ID: 102537                                   | Hartmannsdorf 5, in der Nähe Standort KG: Friesach          | Die von einer Friedhofsmauer umgebene Kirche ist ein schlichter romanischer Bau mit kreuzgewölbtem Chor und barocker Empore. Im Chorgewölbe frühgotische Malereien; eine Glocke stammt aus dem 13. Jahrhundert. | BDA-Hist.: Q1413259 Status: § 2a Stand der BDA-Liste: 2025-06-30 Name: Katholische Filialkirche heiliger Thomas und Friedhof GstNr.: .308 Filialkirche Hartmannsdorf, Friesach                                                                                         |
| ja   | Datei hochladen | Wohn- und Geschäftshaus HERIS-ID: 53704 Objekt-ID: 61715                                                                  | Hauptplatz 1 Standort KG: Friesach                          | Das repräsentative Haus, das ab 1770 als Rathaus genutzt wurde, stammt im Kern aus dem 13. Jahrhundert. Bemerkenswert ist die spätklassizistische Fassade. | BDA-Hist.: Q439379 Status: Bescheid Stand der BDA-Liste: 2025-06-30 Name: Wohn- und Geschäftshaus GstNr.: .71/1 Altes Rathaus, Friesach |
| ja   | Datei hochladen | Bürgerhaus HERIS-ID: 113509seit 2021                                                                                      | Hauptplatz 2 Standort KG: Friesach                          | Haus Nr. 2 stammt im Kern aus dem 16. Jahrhundert; die horizontal gegliederte Fassade etwa von 1890. Haus Nr. 3 stammt im Kern aus dem 13. Jahrhundert und hat eine Neorenaissancefassade von 1890. Anmerkung: Den Grundstücksnummern zufolge ist auch das Haus Nr. 3 mitgeschützt. | BDA-Hist.: Q107568052 Status: Bescheid Stand der BDA-Liste: 2025-06-30 Name: Bürgerhaus GstNr.: .70, .69 Hauptplatz 2 und 3, Friesach |
| ja   | Datei hochladen | Hotel Friesacherhof HERIS-ID: 88409seit 2021                                                                              | Hauptplatz 4 Standort KG: Friesach                          | Das repräsentative Eckhaus wurde im 20. Jahrhundert umgebaut. Ein Biforienfenster, die kreuzgratgewölbte Halle im ersten Obergeschoß und die Arkaden im Hof stammen aus dem 16. Jahrhundert. | BDA-Hist.: Q107568146 Status: Bescheid Stand der BDA-Liste: 2025-06-30 Name: Hotel Friesacherhof GstNr.: .67/1 Hauptplatz 4, Friesach |
| ja   | Datei hochladen | Wohn- und Geschäftshaus HERIS-ID: 35501 Objekt-ID: 34269                                                                  | Hauptplatz 5 Standort KG: Friesach                          | Das Haus mit mittelalterlichem Kern wurde im 16. und 18. Jahrhundert umgebaut und Mitte des 19. Jahrhunderts mit einer neuen Fassade versehen. | BDA-Hist.: Q37964750 Status: Bescheid Stand der BDA-Liste: 2025-06-30 Name: Wohn- und Geschäftshaus GstNr.: .66 Hauptplatz 5, Friesach |
| ja   | Datei hochladen | Wohn- und Geschäftshaus HERIS-ID: 35502 Objekt-ID: 34270                                                                  | Hauptplatz 6 Standort KG: Friesach                          | Das Haus wurde im 19. Jahrhundert unter Einbeziehung älterer Bausubstanz aus dem 16. Jahrhundert erbaut. | BDA-Hist.: Q37964766 Status: Bescheid Stand der BDA-Liste: 2025-06-30 Name: Wohn- und Geschäftshaus GstNr.: .65 Hauptplatz 6, Friesach |
| ja   | Datei hochladen | Wohnhaus, Apotheke HERIS-ID: 35503 Objekt-ID: 34271                                                                       | Hauptplatz 7 Standort KG: Friesach                          | Das aus zwei Häusern zusammengesetzte Gebäude diente Anfang des 18. Jahrhunderts als städtisches Rathaus, seit dem Ende des 18. Jahrhunderts ist hier eine Apotheke untergebracht. Die Anlage stammt im Kern vom Ende des 13. Jahrhunderts. Der Westteil wurde Anfang des 14. Jahrhunderts überbaut und in der ersten Hälfte des 16. Jahrhunderts umgebaut. Der Osttrakt besitzt über dem Sturz im Obergeschoß ein Mäanderfries aus der ersten Hälfte des 19. Jahrhunderts. Das Obergeschoß weist mehrere Fresken auf. Links ist ein um 1500 gemalter heiliger Christophorus zu sehen. In der Mitte befinden sich zwei Wappen aus der zweiten Hälfte des 16. Jahrhunderts, das rechte ist das Stadtwappen von Friesach. Darüber wurde 1745 das Wappen des Erzbischofs Jakob Ernst Graf von Lichtenstein gemalt. Rechts ist das Wappen Leonhard von Keutschach von 1497 dargestellt. Am Westtrakt erinnert die Tafel an den Arzt und Dichter Karl Schönherr, der hier 1890/91 ein Praktikum absolvierte. Im Erdgeschoß befindet sich ein Einstützenraum des 16. Jahrhunderts mit einem mächtigen Mittelpfeiler. Der westliche Flur besitzt ein Tonnengewölbe mit Stichkappen und um 1320 entstandene Lanzettfenster. In der Apotheke ist die originale Holzeinrichtung aus der zweiten Hälfte des 19. Jahrhunderts erhalten. | BDA-Hist.: Q37964780 Status: Bescheid Stand der BDA-Liste: 2025-06-30 Name: Wohnhaus, Apotheke GstNr.: .64 Hauptplatz 7, Friesach |
| ja   | Datei hochladen | Stadtbrunnen HERIS-ID: 88118 Objekt-ID: 102641                                                                            | bei Hauptplatz 7 Standort KG: Friesach                      | Der 1802 von Schloss Tanzenberg auf den Friesacher Hauptplatz übertragene Brunnen (eines italienischen Künstlers?) ist mit seinen mythologischen Darstellungen aus dem 16. Jahrhundert eine Besonderheit und gilt manchen als schönster Renaissancebrunnen Österreich. | BDA-Hist.: Q1710777 Status: Bescheid Stand der BDA-Liste: 2025-06-30 Name: Stadtbrunnen GstNr.: 1763/14 Stadtbrunnen Friesach |
| ja   | Datei hochladen | Gasthof Weißer Wolf HERIS-ID: 88410seit 2021                                                                              | Hauptplatz 8 Standort KG: Friesach                          | Die beiden im Kern spätmittelalterlichen Flügel wurden im 16. Jahrhundert vereint und der Hof mit Arkaden versehen. | BDA-Hist.: Q107568187 Status: Bescheid Stand der BDA-Liste: 2025-06-30 Name: Gasthof Weißer Wolf GstNr.: .63 Hauptplatz 8, Friesach |
| ja   | Datei hochladen | Wohnhaus HERIS-ID: 88411seit 2021                                                                                         | Hauptplatz 9 Standort KG: Friesach                          | Der Bau des 14. Jahrhunderts wurde im 16. Jahrhundert ausgebaut. Die Fassade ist von Mitte des 19. Jahrhunderts. | BDA-Hist.: Q107568215 Status: Bescheid Stand der BDA-Liste: 2025-06-30 Name: Wohnhaus GstNr.: .62/1, .62/2 Hauptplatz 9, Friesach |
| ja   | Datei hochladen | Wohnhaus HERIS-ID: 113512seit 2021                                                                                        | Hauptplatz 10 Standort KG: Friesach                         | | BDA-Hist.: Q107567787 Status: Bescheid Stand der BDA-Liste: 2025-06-30 Name: Wohnhaus GstNr.: .56 Hauptplatz 10, Friesach |
| ja   | Datei hochladen | Gasthaus, Metnitztalerhof HERIS-ID: 35504 Objekt-ID: 34272                                                                | Hauptplatz 11 Standort KG: Friesach                         | Das Hotel Bucher (ehemals Gasthof Metnitztalerhof) ist das ehemalige Bergrichterhaus. Es setzt sich aus zwei mittelalterlichen Häusern aus der ersten Hälfte des 13. Jahrhunderts zusammen, die im 14. Jahrhundert überbaut und im 16. umgebaut wurden. Die einfache Fassade stammt von 1988. An der platzseitigen Stirnwand haben sich zwei rundbogige Fenster mit Steingewänden aus dem 15./16. Jahrhundert erhalten und gegenüberliegend ein Rechtecksportal mit schwerem Gewände aus Haussteinquadern aus dem ersten Drittel des 13. Jahrhunderts. Das Mauerwerk des Kellers stammt aus dem 13. Jahrhundert. | BDA-Hist.: Q37964794 Status: Bescheid Stand der BDA-Liste: 2025-06-30 Name: Gasthaus, Metnitztalerhof GstNr.: .54, .55 Hauptplatz 11, Friesach |
| ja   | Datei hochladen | Bürgerhaus HERIS-ID: 35505 Objekt-ID: 34273                                                                               | Hauptplatz 12 Standort KG: Friesach                         | Der frei stehende Bau an der Nordwestecke des Hauptplatzes geht auf die erste Hälfte des 13. Jahrhunderts zurück. Er wurde im Spätmittelalter erweitert und im 16. und 18. Jahrhundert umgebaut. Die Fassade in spätklassizistisch-josefinischen Formen entstand um 1800. In der Vorhalle ist der Inschriftenstein des Larenz Twenger von 1466 angebracht. | BDA-Hist.: Q37964809 Status: Bescheid Stand der BDA-Liste: 2025-06-30 Name: Bürgerhaus GstNr.: .52 Hauptplatz 12, Friesach |
| ja   | Datei hochladen | Gartenpavillon HERIS-ID: 88423seit 2021                                                                                   | bei Hauptplatz 12 Standort KG: Friesach                     | Der Ende des 19. Jahrhunderts errichtete Gartenpavillon am Südostabhang des Peterberges ist ein kleiner Bau über einem quadratischen Grundriss mit einem Walmdach. | BDA-Hist.: Q107567827 Status: Bescheid Stand der BDA-Liste: 2025-06-30 Name: Gartenpavillon GstNr.: .348 Gartenpavillon am Petersberg, Friesach |
| ja   | Datei hochladen | Speicherbau HERIS-ID: 88438seit 2021                                                                                      | Hauptplatz 12 Standort KG: Friesach                         | Der zweigeschoßige Speicherbau über einem rechteckigen Grundriss ist ein ehemaliger Schüttkasten aus der zweiten Hälfte des 15. Jahrhunderts. | BDA-Hist.: Q107567889 Status: Bescheid Stand der BDA-Liste: 2025-06-30 Name: Speicherbau GstNr.: .52 Speicherbau bei Hauptplatz 12, Friesach |
| ja   | Datei hochladen | Wohn- und Geschäftshaus HERIS-ID: 113513seit 2021                                                                         | Hauptplatz 13 Standort KG: Friesach                         | | BDA-Hist.: Q107567918 Status: Bescheid Stand der BDA-Liste: 2025-06-30 Name: Wohn- und Geschäftshaus GstNr.: .49 Hauptplatz 13, Friesach |
| ja   | Datei hochladen | Wohnhaus HERIS-ID: 113514seit 2021                                                                                        | Hauptplatz 14 Standort KG: Friesach                         | | BDA-Hist.: Q107567961 Status: Bescheid Stand der BDA-Liste: 2025-06-30 Name: Wohnhaus GstNr.: .48, 54 Hauptplatz 14, Friesach |
| ja   | Datei hochladen | Wohn- und Geschäftshaus HERIS-ID: 35506 Objekt-ID: 34274                                                                  | Hauptplatz 15 Standort KG: Friesach                         | Das ursprünglich aus dem 16. Jahrhundert stammende Gebäude wurde mit einer Jugendstilfassade versehen. In der östlichsten Achse befindet sich ein Durchgang vom Hauptplatz zum Kirchplatz mit einem Stichkappentonnengewölbe des 16. Jahrhunderts und Seitenmauern vom Ende des 13. Jahrhunderts. | BDA-Hist.: Q37964824 Status: Bescheid Stand der BDA-Liste: 2025-06-30 Name: Wohn- und Geschäftshaus GstNr.: .47 Hauptplatz 15, Friesach |
| ja   | Datei hochladen | Bankgebäude HERIS-ID: 113515seit 2021                                                                                     | Hauptplatz 16 Standort KG: Friesach                         | | BDA-Hist.: Q107568023 Status: Bescheid Stand der BDA-Liste: 2025-06-30 Name: Bankgebäude GstNr.: .46 Hauptplatz 16, Friesach |
| ja   | Datei hochladen | Wohn- und Geschäftshaus HERIS-ID: 35508 Objekt-ID: 34276                                                                  | Hauptplatz 17 Standort KG: Friesach                         | Das im Kern aus dem 15./16. Jahrhundert stammende Gebäude besitzt eine historistische Fassade, ein Satteldach mit kleinem Dachhäuschen und einem Feuermauergiebel. | BDA-Hist.: Q37964838 Status: Bescheid Stand der BDA-Liste: 2025-06-30 Name: Wohn- und Geschäftshaus GstNr.: .45 Hauptplatz 17, Friesach |
| ja   | Datei hochladen | Bürgerhaus, Bankgebäude HERIS-ID: 35509 Objekt-ID: 34277                                                                  | Hauptplatz 18 Standort KG: Friesach                         | Das aus dem 16. Jahrhundert stammende Gebäude ist durch die Umbauten des 19. und 20. Jahrhunderts geprägt. | BDA-Hist.: Q37964853 Status: Bescheid Stand der BDA-Liste: 2025-06-30 Name: Bürgerhaus, Bankgebäude GstNr.: .44 |
| ja   | Datei hochladen | Wohn- und Geschäftshaus HERIS-ID: 113516seit 2021                                                                         | Herrengasse 2 Standort KG: Friesach                         | | BDA-Hist.: Q107579221 Status: Bescheid Stand der BDA-Liste: 2025-06-30 Name: Wohn- und Geschäftshaus GstNr.: .67/2 Herrengasse 2, Friesach |
| ja   | Datei hochladen | Wohnhaus HERIS-ID: 113517seit 2021                                                                                        | Herrengasse 4 Standort KG: Friesach                         | | BDA-Hist.: Q107579305 Status: Bescheid Stand der BDA-Liste: 2025-06-30 Name: Wohnhaus GstNr.: .97 Herrengasse 4, Friesach |
| ja   | Datei hochladen | Bürgerhaus HERIS-ID: 113518seit 2021                                                                                      | Herrengasse 5 Standort KG: Friesach                         | | BDA-Hist.: Q107579370 Status: Bescheid Stand der BDA-Liste: 2025-06-30 Name: Bürgerhaus GstNr.: .95/1, 99 Herrengasse 5, Friesach |
| ja   | Datei hochladen | Wohn- und Geschäftshaus HERIS-ID: 113519seit 2021                                                                         | Herrengasse 6 Standort KG: Friesach                         | | BDA-Hist.: Q107579408 Status: Bescheid Stand der BDA-Liste: 2025-06-30 Name: Wohn- und Geschäftshaus GstNr.: .98 Herrengasse 6, Friesach |
| ja   | Datei hochladen | Bürgerhaus HERIS-ID: 113520seit 2021                                                                                      | Herrengasse 7 Standort KG: Friesach                         | | BDA-Hist.: Q107579430 Status: Bescheid Stand der BDA-Liste: 2025-06-30 Name: Bürgerhaus GstNr.: .94 Herrengasse 7, Friesach |
| ja   | Datei hochladen | Ehem. Bezirksgericht HERIS-ID: 53705 Objekt-ID: 61716                                                                     | Herrengasse 8 Standort KG: Friesach                         | Das 1906 als k.k. Bezirksgericht erbaute Gebäude des späten Historismus weist Dekorelemente in der Tradition des altdeutschen Stils auf. Der Bau wird durch den mächtigen Turmhelm dominiert. Das Vestibül und das Stiegenhaus wird durch die korbbogige Raumteilung und die eleganten Stuckdekorationen gestaltet. Die aufwendige Holzausstattung zeigt Jugendstilformen. | BDA-Hist.: Q38058091 Status: Bescheid Stand der BDA-Liste: 2025-06-30 Name: Ehem. Bezirksgericht GstNr.: .99 Ehemaliges Bezirksgericht, Friesach |
| ja   | Datei hochladen | Bürgerhaus HERIS-ID: 35510 Objekt-ID: 34278                                                                               | Herrengasse 9 Standort KG: Friesach                         | Das Gebäude ist im 16. Jahrhundert aus zwei spätmittelalterlichen parallelen Häusern entstanden. Der zweigeschoßige, fünfachsige Bau mit gewölbten Flur und Hofarkaden erhielt im 18./19. Jahrhundert sein heutiges Erscheinungsbild. Die volkstümlichen Wandmalereien im Hof mit den Darstellungen einer Burg und des heiligen Georgs schuf in der ersten Hälfte des 20. Jahrhunderts Adolf Rabl. | BDA-Hist.: Q37964868 Status: Bescheid Stand der BDA-Liste: 2025-06-30 Name: Bürgerhaus GstNr.: .93 Bürgerhaus Herrengasse 9, Friesach |
| ja   | Datei hochladen | Wohn- und Geschäftshaus HERIS-ID: 113521seit 2021                                                                         | Herrengasse 10 Standort KG: Friesach                        | | BDA-Hist.: Q107578908 Status: Bescheid Stand der BDA-Liste: 2025-06-30 Name: Wohn- und Geschäftshaus GstNr.: .106/1 |
| ja   | Datei hochladen | Wohnhaus HERIS-ID: 88440seit 2021                                                                                         | Herrengasse 11 Standort KG: Friesach                        | | BDA-Hist.: Q107578987 Status: Bescheid Stand der BDA-Liste: 2025-06-30 Name: Wohnhaus GstNr.: .92 |
| ja   | Datei hochladen | Wohn- und Geschäftshaus HERIS-ID: 113522seit 2021                                                                         | Herrengasse 12 Standort KG: Friesach                        | | BDA-Hist.: Q107579055 Status: Bescheid Stand der BDA-Liste: 2025-06-30 Name: Wohn- und Geschäftshaus GstNr.: .106/4 |
| ja   | Datei hochladen | Wohnhaus HERIS-ID: 113523seit 2021                                                                                        | Herrengasse 13 Standort KG: Friesach                        | | BDA-Hist.: Q107579129 Status: Bescheid Stand der BDA-Liste: 2025-06-30 Name: Wohnhaus GstNr.: .91/1 |
| ja   | Datei hochladen | Wohnhaus HERIS-ID: 113524seit 2021                                                                                        | Herrengasse 16 Standort KG: Friesach                        | | BDA-Hist.: Q107579156 Status: Bescheid Stand der BDA-Liste: 2025-06-30 Name: Wohnhaus GstNr.: .107 Herrengasse 16, Friesach |
| ja   | Datei hochladen | Lagergebäude der ehem. Brauerei HERIS-ID: 113525seit 2021                                                                 | Herrengasse 19 Standort KG: Friesach                        | | BDA-Hist.: Q107579182 Status: Bescheid Stand der BDA-Liste: 2025-06-30 Name: Lagergebäude der ehem. Brauerei GstNr.: .346 |
| ja   | Datei hochladen | Bürgerhaus HERIS-ID: 113526seit 2021                                                                                      | Herrengasse 20 Standort KG: Friesach                        | | BDA-Hist.: Q107579254 Status: Bescheid Stand der BDA-Liste: 2025-06-30 Name: Bürgerhaus GstNr.: .109, 119, 120 Herrengasse 20, Friesach |
| ja   | Datei hochladen | Wohnhaus, ehem. Torwärterhaus HERIS-ID: 88445seit 2021                                                                    | Herrengasse 21 Standort KG: Friesach                        | | BDA-Hist.: Q107579281 Status: Bescheid Stand der BDA-Liste: 2025-06-30 Name: Wohnhaus, ehem. Torwärterhaus GstNr.: .88 |
| ja   | Datei hochladen | Kath. Pfarrkirche hl. Jakob der Ältere und Friedhof HERIS-ID: 88024 Objekt-ID: 102536                                     | Jakobusweg 273 Standort KG: Friesach                        | Der Kern von Kirchenschiff und Turm ist romanisch. Spätgotisch sind das Portal und die beschlagene Eisentür, sowie der sternrippengewölbte Chor mit reliefierten Schlusssteinen. Zur Einrichtung gehören der Hochaltar von 1756 aus der Werkstätte Johann Pachers, eine große Madonnenschnitzfigur aus dem 15. Jahrhundert an einem der beiden Seitenaltäre, und eine Kanzel von 1689 mit gemalten Heiligendarstellungen. | BDA-Hist.: Q2082653 Status: § 2a Stand der BDA-Liste: 2025-06-30 Name: Kath. Pfarrkirche hl. Jakob der Ältere und Friedhof GstNr.: .273 Pfarrkirche Grafendorf bei Friesach                                                                                            |
| ja   | Datei hochladen | Wohnhaus HERIS-ID: 113527seit 2021                                                                                        | Kirchgasse 1 Standort KG: Friesach                          | | BDA-Hist.: Q107579467 Status: Bescheid Stand der BDA-Liste: 2025-06-30 Name: Wohnhaus GstNr.: .51 Kirchgasse 1, Friesach |
| ja   | Datei hochladen | Wohnhaus HERIS-ID: 113528seit 2021                                                                                        | Kirchgasse 3 Standort KG: Friesach                          | | BDA-Hist.: Q107579486 Status: Bescheid Stand der BDA-Liste: 2025-06-30 Name: Wohnhaus GstNr.: .50 Kirchgasse 3, Friesach |
| ja   | Datei hochladen | Wohnhaus HERIS-ID: 113529seit 2021                                                                                        | Kirchgasse 7 Standort KG: Friesach                          | Laut einer am Haus angebrachten Tafel wurde es im Jahr 1910 von Konrad Klinzer erbaut. | BDA-Hist.: Q107579504 Status: Bescheid Stand der BDA-Liste: 2025-06-30 Name: Wohnhaus GstNr.: .35 Kirchgasse 7, Friesach |
| ja   | Datei hochladen | Wohnhaus HERIS-ID: 113511seit 2021                                                                                        | Lange Gasse 1 Standort KG: Friesach                         | | BDA-Hist.: Q107579540 Status: Bescheid Stand der BDA-Liste: 2025-06-30 Name: Wohnhaus GstNr.: .120 Lange Gasse 1, Friesach |
| ja   | Datei hochladen | Wohnhaus und Mauerzug HERIS-ID: 88466seit 2021                                                                            | Lange Gasse 2 Standort KG: Friesach                         | | BDA-Hist.: Q107579607 Status: Bescheid Stand der BDA-Liste: 2025-06-30 Name: Wohnhaus und Mauerzug GstNr.: .60, 65, 69, .61/2 Lange Gasse 2, Friesach |
| ja   | Datei hochladen | Ehem. Bierlager HERIS-ID: 113530seit 2021                                                                                 | Lange Gasse 4 Standort KG: Friesach                         | | BDA-Hist.: Q107579637 Status: Bescheid Stand der BDA-Liste: 2025-06-30 Name: Ehem. Bierlager GstNr.: .61/1, .61/2 Lange Gasse 4, Friesach |
| ja   | Datei hochladen | Mauerzug HERIS-ID: 113531seit 2021                                                                                        | Lange Gasse 8 Standort KG: Friesach                         | | BDA-Hist.: Q107579662 Status: Bescheid Stand der BDA-Liste: 2025-06-30 Name: Mauerzug GstNr.: 70/2 Mauer Lange Gasse bei Nr 8, Friesach |
| ja   | Datei hochladen | Stadtbefestigung: Mauerzug Lange Gasse HERIS-ID: 113564seit 2021                                                          | bei Lange Gasse 8 Standort KG: Friesach                     | Die mittelalterliche Stadtbefestigung besteht aus Stadtmauern, Wehrgraben und Wehrbauten. | BDA-Hist.: Q107579697 Status: Bescheid Stand der BDA-Liste: 2025-06-30 Name: Stadtbefestigung: Mauerzug Lange Gasse GstNr.: 69, .61/2, 70/2 Mauer Lange Gasse bei Nr 8, Friesach                                                                                       |
| ja   | Datei hochladen | Wohnhaus und ehem. Wassergraben HERIS-ID: 113532seit 2021                                                                 | Lange Gasse 10 Standort KG: Friesach                        | | BDA-Hist.: Q107579567 Status: Bescheid Stand der BDA-Liste: 2025-06-30 Name: Wohnhaus und ehem. Wassergraben GstNr.: .121, 133/2, 135, 136 Lange Gasse 10, Friesach |
| ja   | Datei hochladen | Stadtbefestigung: Befestigung zwischen Virgilienberg und Rotturm HERIS-ID: 113561seit 2021                                | bei Lange Gasse 10 Standort KG: Friesach                    | Die mittelalterliche Stadtbefestigung besteht aus Stadtmauern, Wehrgraben und Wehrbauten. | BDA-Hist.: Q107607939 Status: Bescheid Stand der BDA-Liste: 2025-06-30 Name: Stadtbefestigung: Befestigung zwischen Virgilienberg und Rotturm GstNr.: 123/2, 71, .122/1, .122/2, 70/1, .121, 135, 133/2, 136, 160, 173/3, 123/1 Stadtbefestigung Friesach              |
| ja   | Datei hochladen | Stadtringmauer HERIS-ID: 35522 Objekt-ID: 34290                                                                           | bei Lange Gasse 10 Standort KG: Friesach                    | Die Mauer ist Teil der aus Stadtmauern, Wehrgraben und Wehrbauten bestehenden mittelalterlichen Stadtbefestigung. | BDA-Hist.: Q64765167 Status: Bescheid Stand der BDA-Liste: 2025-06-30 Name: Stadtringmauer GstNr.: .121 Stadtbefestigung Friesach |
| ja   | Datei hochladen | Wohnhaus HERIS-ID: 113533seit 2021                                                                                        | Lange Gasse 12 Standort KG: Friesach                        | | BDA-Hist.: Q107579587 Status: Bescheid Stand der BDA-Liste: 2025-06-30 Name: Wohnhaus GstNr.: 71, .122/1, .122/2 Lange Gasse 12, Friesach |
| ja   | Datei hochladen | Stadtringmauer HERIS-ID: 35523 Objekt-ID: 34291                                                                           | Lange Gasse 12 Standort KG: Friesach                        | Die Mauer ist Teil der aus Stadtmauern, Wehrgraben und Wehrbauten bestehenden mittelalterlichen Stadtbefestigung. | BDA-Hist.: Q64765168 Status: Bescheid Stand der BDA-Liste: 2025-06-30 Name: Stadtringmauer GstNr.: .122/1, .122/2 Stadtbefestigung Friesach |
| ja   | Datei hochladen | Teil d. Stadtmauer HERIS-ID: 35526 Objekt-ID: 34294                                                                       | bei Lange Gasse 12 Standort KG: Friesach                    | Die Mauer ist Teil der aus Stadtmauern, Wehrgraben und Wehrbauten bestehenden mittelalterlichen Stadtbefestigung. | BDA-Hist.: Q64765171 Status: Bescheid Stand der BDA-Liste: 2025-06-30 Name: Teil d. Stadtmauer GstNr.: 71 Stadtbefestigung Friesach |
| ja   | Datei hochladen | Stadtringmauer HERIS-ID: 35524 Objekt-ID: 34292                                                                           | Lange Gasse 14 Standort KG: Friesach                        | Die Mauer ist Teil der aus Stadtmauern, Wehrgraben und Wehrbauten bestehenden mittelalterlichen Stadtbefestigung. | BDA-Hist.: Q64765169 Status: Bescheid Stand der BDA-Liste: 2025-06-30 Name: Stadtringmauer GstNr.: .123/1 Stadtbefestigung Friesach |
| ja   | Datei hochladen | Stadtringmauer HERIS-ID: 35525 Objekt-ID: 34293                                                                           | Lange Gasse 16 Standort KG: Friesach                        | Die Mauer ist Teil der aus Stadtmauern, Wehrgraben und Wehrbauten bestehenden mittelalterlichen Stadtbefestigung. | BDA-Hist.: Q64765170 Status: Bescheid Stand der BDA-Liste: 2025-06-30 Name: Stadtringmauer GstNr.: .123/2 Stadtbefestigung Friesach |
| ja   | Datei hochladen | Stadtfriedhof mit Friedhofskapelle HERIS-ID: 88297 Objekt-ID: 102849                                                      | Lastenstraße 22 Standort KG: Friesach                       | Die Friedhofskapelle ist dem Heiligen Kreuz geweiht. Sie ist ein 1833 errichteter spätklassizistischer Bau mit einem quadratischen Schiff, einer Altarapsis und einem Dachreiter. Die Vorhalle wird von einem Giebel bekrönt. Die Fassade wird von Pilastern und Rundbogenfenstern gegliedert. Von der Stadtpfarrkirche wurden vier um 1540 entstandene Terrakottapfeiler mit Heiligenreliefs hierher versetzt. Zwei sind zu Seiten des Portals und zwei im Inneren aufgestellt. Der Innenraum besitzt ein Platzlgewölbe. Das holzgeschnitzte Kruzifix von Johann Propst wurde 1839 aus der Schlosskapelle von Mayerhofen hierher gebracht. | BDA-Hist.: Q37724924 Status: § 2a Stand der BDA-Liste: 2025-06-30 Name: Stadtfriedhof mit Friedhofskapelle GstNr.: .310, 1284 Friedhof Friesach |
| ja   | Datei hochladen | Ruine Rotturm HERIS-ID: 35517 Objekt-ID: 34285                                                                            | Matthias-von-Lexer-Weg 1 Standort KG: Friesach              | Die Ruine Rotturm ist ein Teil der Verteidigungsanlage der Stadtbefestigung von Friesach. Sie wurde Anfang des 14. Jahrhunderts im Rahmen der Erneuerung der westlichen Stadtmauer an der Stelle errichtet, von der aus König Ottokar 1263 die Stadt eingenommen hatte. Rotturm bestand ursprünglich aus vier bezinnten Wehrtürmen und einer Ringmauer, davon sind Reste von drei Türmen sowie Teile der Mauer erhalten. | BDA-Hist.: Q23689564 Status: Bescheid Stand der BDA-Liste: 2025-06-30 Name: Ruine Rotturm GstNr.: 61/2 Rotturm, Friesach |
| ja   | Datei hochladen | Stadtbefestigung: Anlage Rotturm HERIS-ID: 113562seit 2021                                                                | Matthias-von-Lexer-Weg 1 Standort KG: Friesach              | Die Stadtbefestigung im Bereich des Rotturms | BDA-Hist.: Q107579716 Status: Bescheid Stand der BDA-Liste: 2025-06-30 Name: Stadtbefestigung: Anlage Rotturm GstNr.: 61/2, 1746, 141/1, 435, 60/2 Stadtbefestigung Friesach                                                                                           |
| ja   | Datei hochladen | Wohnhaus HERIS-ID: 113534seit 2021                                                                                        | Nadlergasse 1 Standort KG: Friesach                         | | BDA-Hist.: Q107594871 Status: Bescheid Stand der BDA-Liste: 2025-06-30 Name: Wohnhaus GstNr.: .111, 123, 124 |
| ja   | Datei hochladen | Wohnhaus HERIS-ID: 113535seit 2021                                                                                        | Nadlergasse 2 Standort KG: Friesach                         | | BDA-Hist.: Q107594982 Status: Bescheid Stand der BDA-Liste: 2025-06-30 Name: Wohnhaus GstNr.: .106/2 Nadlergasse 2, Friesach |
| ja   | Datei hochladen | Wohnhaus, ehem. Bürgerspital HERIS-ID: 53715 Objekt-ID: 61727                                                             | Neumarkter Straße 22 Standort KG: Friesach                  | Das ehemalige Bürgerspital entstand im 16. Jahrhundert durch Zusammenlegung von zwei aus dem frühen 14. Jahrhundert stammenden Häusern und wurde 1847 nach Plänen von Valentin Radweger adaptiert. Bei dem Gebäude handelt es sich um einen langgestreckten Baukörper mit glatten dekorlosen Fronten und mächtigen Walmdach. Die zweigeschoßigen Wandpfeilerarkaden aus dem 18. Jahrhundert an der Hofseite wurden im Obergeschoß verglast. Die Erdgeschoßräume besitzen durchgehend von massigen vierkantigen Mittelpfeilern getragene Gewölbe aus der zweiten Hälfte des 16. Jahrhunderts. | BDA-Hist.: Q38058163 Status: Bescheid Stand der BDA-Liste: 2025-06-30 Name: Wohnhaus, ehem. Bürgerspital GstNr.: .189 Ehemaliges Bürgerspital, Friesach |
| ja   | Datei hochladen | Hochofenanlage HERIS-ID: 35863 Objekt-ID: 34697                                                                           | Olsaring 2 Standort KG: Friesach                            | Die Hochofenanlage in Olsa wurde 1840 errichtet, 1858 umgebaut und 1875 stillgelegt. Der gut erhaltene Bau besteht aus einem Hochofen aus Bruchsteinen und Natursteinquadern, einem Aufzughaus und einer Werkshalle, der Gusshalle. | BDA-Hist.: Q37967669 Status: Bescheid Stand der BDA-Liste: 2025-06-30 Name: Hochofenanlage GstNr.: .289/2 Hochofenanlage Olsa |
| ja   | Datei hochladen | Kath. Filialkirche St. Peter, Kirchhof und archäologisches Fundhoffnungsgebiet HERIS-ID: 53711 Objekt-ID: 61723           | bei Petersbergweg 7 Standort KG: Friesach                   | Die Kirche geht auf eine im 13. Jahrhundert in die Ringmauer eingebauten Kapelle zurück. Hauptaltar, Seitenaltäre und Kanzel sind alle aus der Zeit um 1680; das Altarblatt des rechten Seitenaltars von 1525 von Meister Melchior. Westlich der Kirche befand sich ein Friedhof. | BDA-Hist.: Q1343234 Status: § 2a Stand der BDA-Liste: 2025-06-30 Name: Kath. Filialkirche Peterskirche, Kirchhof und archäologisches Fundhoffnungsgebiet GstNr.: .209/2, 426, 427 Kirche am Petersberg, Friesach                                                       |
| ja   | Datei hochladen | Kath. Filialkirche Petersbergkirche, Kirchhof und archäologisches Fundhoffnungsgebiet HERIS-ID: 113542                    | Petersbergweg 7 Standort KG: Friesach                       | Für die Stelle der mit der Burganlage entstandenen heutigen Kirche wurde schon für das 10. Jahrhundert eine Kirche erwähnt. Anmerkung: Seit 2021 als eigener Posten in der Denkmalliste | BDA-Hist.: Q107970328 Status: Bescheid Stand der BDA-Liste: 2025-06-30 Name: Kath. Filialkirche Petersbergkirche, Kirchhof und archäologisches Fundhoffnungsgebiet GstNr.: 426, 427, .209/2                                                                            |
| ja   | Datei hochladen | Wohnhaus und Stadtmauer, ehem. Pfarrhof HERIS-ID: 113536                                                                  | Petersbergweg 7 Standort KG: Friesach                       | Der ehemalige Pfarrhof ist ein zweigeschoßiger, um 1500 errichteter Bau, der im 17. Jahrhundert erneuert wurde. Unter der Dachtraufe befinden sich Reste von Schlüsselscharten. Die Balkendecke ist mit 1886 bezeichnet. Die beiden Tonnengewölbe mit Stichkappen im Keller entstanden im 16. Jahrhundert. | BDA-Hist.: Q37964904 Status: Bescheid Stand der BDA-Liste: 2025-06-30 Name: Wohnhaus und Stadtmauer GstNr.: .209/1, 422 Wohnhaus mit Stadtmauer, Petersbergweg 7 |
| ja   | Datei hochladen | Bergfried und Mauern der Burg Lavant HERIS-ID: 113540seit 2021                                                            | bei Petersbergweg 12 Standort KG: Friesach                  | | BDA-Hist.: Q107595036 Status: Bescheid Stand der BDA-Liste: 2025-06-30 Name: Bergfried und Mauern der Burg Lavant GstNr.: 450/4, 449 Burg Lavant |
| ja   | Datei hochladen | Innere Gebäude der Burg Lavant HERIS-ID: 113537seit 2021                                                                  | Petersbergweg 12 Standort KG: Friesach                      | | BDA-Hist.: Q107596106 Status: Bescheid Stand der BDA-Liste: 2025-06-30 Name: Burg Lavant GstNr.: .211/1, 450/2, 450/3 Burg Lavant |
| ja   | Datei hochladen | Teilbereich der Vorburg der Burg Lavant HERIS-ID: 113538seit 2021                                                         | Petersbergweg 14 Standort KG: Friesach                      | | BDA-Hist.: Q107595879 Status: Bescheid Stand der BDA-Liste: 2025-06-30 Name: Teilbereich der Vorburg der Burg Lavant GstNr.: .211/3, 450/5 Burg Lavant |
| ja   | Datei hochladen | Teilbereich der Vorburg der Burg Lavant HERIS-ID: 113539seit 2021                                                         | Petersbergweg 16 Standort KG: Friesach                      | | BDA-Hist.: Q107595912 Status: Bescheid Stand der BDA-Liste: 2025-06-30 Name: Teilbereich der Vorburg der Burg Lavant GstNr.: .211/2, 450/1, 447 Burg Lavant |
| ja   | Datei hochladen | Burg und Befestigungsanlage Petersberg HERIS-ID: 113541 Objekt-ID: 34264                                                  | Petersbergweg 18 Standort KG: Friesach                      | Die Burganlage wird heute vom Bergfried dominiert: errichtet um 1200, Verfall im 19. Jahrhundert, ab 1893 restauriert, heute Stadtmuseum. Westlich davon langgestreckter Bau der Burghauptmannschaft mit dreigeschoßiger Arkadenfront. Die übrigen Teil der Burg sind großteils ruinös: Gebhardskapelle mit Wandmalereien aus dem 12. Jahrhundert; Palas; Wohntrakt des Oberhofs; Türme und Wehrmauern. | BDA-Hist.: Q665687 Status: Bescheid Stand der BDA-Liste: 2025-06-30 Name: Burg und Befestigungsanlage Petersberg GstNr.: 423/1, 417/1, 417/2, 417/3, 424/1, 424/2, 417/4, .210/1, .210/2, 420, 421, 425, 429, 431/2, .210/3 Burg Petersberg, Friesach                  |
| ja   | Datei hochladen | Wohn- und Geschäftshaus HERIS-ID: 113546seit 2021                                                                         | Pfarrgasse 2 Standort KG: Friesach                          | | BDA-Hist.: Q107605682 Status: Bescheid Stand der BDA-Liste: 2025-06-30 Name: Wohn- und Geschäftshaus GstNr.: .38/2 |
| ja   | Datei hochladen | Wohnhaus HERIS-ID: 113547seit 2021                                                                                        | Sackgasse 1 Standort KG: Friesach                           | | BDA-Hist.: Q107605721 Status: Bescheid Stand der BDA-Liste: 2025-06-30 Name: Wohnhaus GstNr.: .53/2 Sackgasse 1, Friesach |
| ja   | Datei hochladen | Wohnhaus HERIS-ID: 113548seit 2021                                                                                        | Sackgasse 3 Standort KG: Friesach                           | | BDA-Hist.: Q107605755 Status: Bescheid Stand der BDA-Liste: 2025-06-30 Name: Wohnhaus GstNr.: .53/1 Sackgasse 3, Friesach |
| ja   | Datei hochladen | Wohnhaus, ehem. Chorherrenhof, ehem. Kanonikatshaus HERIS-ID: 45334 Objekt-ID: 46626                                      | Salzburger Platz 1 Standort KG: Friesach                    | Das ehemalige Wohnhaus der Chorherren des Kollegiatstifts St. Bartholomä ist ein stattlicher dreigeschoßiger dreiflügeliger Bau mit Arkadenhof. Im Kern stammt der Bau vermutlich aus dem 13. Jahrhundert und wurde im 16. Jahrhundert zu einem, damals noch eingeschoßigen, vierseitigen Bau mit Arkadenhof umgestaltet, der dann (im 17. Jahrhundert?) den Südostflügel verlor und um zwei Stockwerke erhöht wurde. | BDA-Hist.: Q1508365 Status: Bescheid Stand der BDA-Liste: 2025-06-30 Name: Wohnhaus, ehem. Chorherrenhof, ehem. Kanonikatshaus GstNr.: .15/1 Kanonikatshaus Friesach                                                                                                   |
| ja   | Datei hochladen | Stadtmauer HERIS-ID: 60114 Objekt-ID: 72001                                                                               | bei Schellengasse 15 Standort KG: Friesach                  | Die Mauer ist Teil der aus Stadtmauern, Wehrgraben und Wehrbauten bestehenden mittelalterlichen Stadtbefestigung. | BDA-Hist.: Q64765175 Status: Bescheid Stand der BDA-Liste: 2025-06-30 Name: Stadtmauer GstNr.: 343 Stadtbefestigung Friesach |
| ja   | Datei hochladen | Ehem. Kaiser Franz Josef Jubiläumsschule HERIS-ID: 53706 Objekt-ID: 61717                                                 | Schulhausplatz 1 Standort KG: Friesach                      | Das Schulhaus wurde 1898 von Raimund Jeblinger und A. Mandelli als klassischer ärarischer Bau in streng historistischen formen erbaut. | BDA-Hist.: Q38058102 Status: § 2a Stand der BDA-Liste: 2025-06-30 Name: Ehem. Kaiser Franz Josef Jubiläumsschule GstNr.: .124 Volksschule Friesach |
| ja   | Datei hochladen | Wohnhaus HERIS-ID: 113549seit 2021                                                                                        | Schüttgasse 2 Standort KG: Friesach                         | | BDA-Hist.: Q107605790 Status: Bescheid Stand der BDA-Liste: 2025-06-30 Name: Wohnhaus GstNr.: .84 Schüttgasse 2, Friesach |
| ja   | Datei hochladen | Wohnhaus HERIS-ID: 88497seit 2021                                                                                         | Schüttgasse 4 Standort KG: Friesach                         | | BDA-Hist.: Q107605834 Status: Bescheid Stand der BDA-Liste: 2025-06-30 Name: Wohnhaus GstNr.: .10 Schüttgasse 4, Friesach |
| ja   | Datei hochladen | Kath. Filialkirche, Heiligblutkirche (Maria unter dem Berg) und Reste des ehem. Klosters HERIS-ID: 53712 Objekt-ID: 61724 | bei Seminargasse 1 Standort KG: Friesach                    | Die Kirche wurde im Wesentlichen im 14. Jahrhundert (nach Brand einer früheren Kirche) errichtet, und nach einem Brand Ende des 17. Jahrhunderts wiederhergestellt. Im Langhaus wurde im 17. Jahrhundert über einer dreijochigen kreuzgratgewölbten Halle eine Nonnenempore eingebaut. Der Hochaltar von 1681 mit bemerkenswertem geschnitztem Akanthusdekor und einer Madonnenskulptur aus dem frühen 15. Jahrhundert. Neben der Kirche sind von einem im 17. Jahrhundert großteils abgetragenen Klostergebäude noch Reste einer Mauer mit Nischen erhalten. | BDA-Hist.: Q1595017 Status: Bescheid Stand der BDA-Liste: 2025-06-30 Name: Kath. Filialkirche, Heiligblutkirche (Maria unter dem Berg) und Reste des ehem. Klosters GstNr.: .57, 70/1 Heiligblutkirche Friesach                                                        |
| ja   | Datei hochladen | Deutschordenskirche hl. Blasius HERIS-ID: 53713 Objekt-ID: 61725                                                          | St. Veiter Straße Standort KG: Friesach                     | Die Kirche geht auf einen Bau des 12. Jahrhunderts zurück, wurde im 15. Jahrhundert erweitert, und schließlich barockisiert. Im 19. Jahrhundert verfiel sie zunächst, wurde aber ab 1879 renoviert und mit der heutigen, zum Teil wertvollen Einrichtung (u. a.: Hochaltar: spätgotischer Flügelaltar; an der Nordwand: spätgotischer Flügelaltar) ausgestattet. Bemerkenswert auch die Aufschwör- und Totenschilde von Ordensrittern. | BDA-Hist.: Q994256 Status: § 2a Stand der BDA-Liste: 2025-06-30 Name: Deutschordenskirche hl. Blasius GstNr.: .144 Deutschordenskirche, Friesach |
| ja   | Datei hochladen | Villa Wünschmann HERIS-ID: 57144 Objekt-ID: 66899                                                                         | St. Veiter Straße 3 Standort KG: Friesach                   | Die Villa Wünschmann wurde 1887 von Georg Wünschmann zu einer strenghistoristischen Villa umgebaut. Das Haus weist eine aufwendig gestaltete Fassade und einen monumentalen loggienartigen Vorbau auf. | BDA-Hist.: Q38074811 Status: Bescheid Stand der BDA-Liste: 2025-06-30 Name: Villa Wünschmann GstNr.: .156/1 |
| ja   | Datei hochladen | Stadtmauer HERIS-ID: 25875 Objekt-ID: 22324                                                                               | bei St. Veiter Straße 3 Standort KG: Friesach               | Die Mauern sind Teil der aus Stadtmauern, Wehrgraben und Wehrbauten bestehenden mittelalterlichen Stadtbefestigung. | BDA-Hist.: Q64765166 Status: Bescheid Stand der BDA-Liste: 2025-06-30 Name: Stadtmauer GstNr.: 1767/1, .156/2, 241, 246, .157/1, 245 Stadtbefestigung Friesach |
| ja   | Datei hochladen | Ehem. Pfarrhof der Deutschordenskirche HERIS-ID: 53710 Objekt-ID: 61722                                                   | St. Veiter Straße 8 Standort KG: Friesach                   | Der ehemalige Pfarrhof ist ein um 1890 errichteter monumentaler Villenbau des Historismus mit einem neugotischen Dekor. | BDA-Hist.: Q38058132 Status: § 2a Stand der BDA-Liste: 2025-06-30 Name: Ehem. Pfarrhof der Deutschordenskirche GstNr.: .143 |
| ja   | Datei hochladen | Deutschordensspital (Ordenshaus, ehem. Kommendegebäude) HERIS-ID: 41617 Objekt-ID: 42145                                  | St. Veiter Straße 12 Standort KG: Friesach                  | Den Kern des Spitals bildet das ehemalige Kommendengebäude, das im 17. Jahrhundert umgebaut, Ende des 19. Jahrhunderts gründerzeitlich umgestaltet und seither aufgestockt und erweitert wurde. Der ehemalige Rittersaal wurde zu Kapelle und Speisesaal umgebaut. | BDA-Hist.: Q1201813 Status: § 2a Stand der BDA-Liste: 2025-06-30 Name: Deutschordensspital (Ordenshaus, ehem. Kommendegebäude) GstNr.: .145/3, 182/9, 185, .145/1 Deutsch-Ordens-Spital Friesach                                                                       |
| ja   | Datei hochladen | Dominikanerkloster HERIS-ID: 87913 Objekt-ID: 102369                                                                      | Stadtgrabengasse 5 Standort KG: Friesach                    | Das 1673 errichtete Klostergebäude ist ein einfacher zweigeschoßiger Bau um einen quadratischen Hof, mit Klosterkapelle. Im Kreuzgang bemerkenswerte Wappengrabplatten aus dem 13. bis 16. Jahrhundert. | BDA-Hist.: Q1237988 Status: § 2a Stand der BDA-Liste: 2025-06-30 Name: Dominikanerkloster GstNr.: .186/1, .186/2, .478, 359, 360, 358, 1852 Dominikanerkloster Friesach                                                                                                |
| ja   | Datei hochladen | Dominikanerkirche hl. Nikolaus HERIS-ID: 87917 Objekt-ID: 102373                                                          | Stadtgrabengasse 5 Standort KG: Friesach                    | Die langgestreckte frühgotische Kirche wurde Ende des 19. Jahrhunderts umfassend restauriert. Zur Einrichtung zählen der neugotische Hochaltar, eine Sandsteinskulptur von 1340 (Friesacher Madonna) und ein etwa gleich altes Kruzifix. In der südlich angebauten Dominikuskapelle ein bemerkenswerter Steinaltar und eine schöne spätgotische figurale Grabplatte. | BDA-Hist.: Q2321990 Status: § 2a Stand der BDA-Liste: 2025-06-30 Name: Dominikanerkirche hl. Nikolaus GstNr.: 358 Dominikanerkirche, Friesach |
| ja   | Datei hochladen | Überbaute Reste eines ehem. Wehrturmes HERIS-ID: 35527 Objekt-ID: 34295                                                   | Virgilienbergweg 3 Standort KG: Friesach                    | Der (heute überbaute) Wehrturm war Teil der aus Stadtmauern, Wehrgraben und Wehrbauten bestehenden mittelalterlichen Stadtbefestigung. | BDA-Hist.: Q64765172 Status: Bescheid Stand der BDA-Liste: 2025-06-30 Name: Überbaute Reste eines ehem. Wehrturmes GstNr.: .129, 130/2 Stadtbefestigung Friesach |
| ja   | Datei hochladen | Stadtbefestigung: Bergseitige Befestigung im Bereich des Virgilienbergs HERIS-ID: 113560seit 2021                         | Virgilienbergweg 3 Standort KG: Friesach                    | Die mittelalterliche Stadtbefestigung besteht aus Stadtmauern, Wehrgraben und Wehrbauten. | BDA-Hist.: Q107607981 Status: Bescheid Stand der BDA-Liste: 2025-06-30 Name: Stadtbefestigung: Bergseitige Befestigung im Bereich des Virgilienbergs GstNr.: .130, 130/1, 131/1, 131/2, 161, .131/2, 132, 129/2, .129, 129/1, 130/2 Stadtbefestigung Friesach          |
| ja   | Datei hochladen | Stadtmauer HERIS-ID: 60113 Objekt-ID: 71999                                                                               | bei Virgilienbergweg 3 Standort KG: Friesach                | Die Mauer ist Teil der aus Stadtmauern, Wehrgraben und Wehrbauten bestehenden mittelalterlichen Stadtbefestigung. | BDA-Hist.: Q64765174 Status: Bescheid Stand der BDA-Liste: 2025-06-30 Name: Stadtmauer GstNr.: 129/1 Stadtbefestigung Friesach |
| ja   | Datei hochladen | Überbauter Rest eines ehem. Wehrturmes und Wehrmauer HERIS-ID: 35528 Objekt-ID: 34296                                     | Virgilienbergweg 5 Standort KG: Friesach                    | Die Mauer und der (heute überbaute) Wehrturm sind Teile der aus Stadtmauern, Wehrgraben und Wehrbauten bestehenden mittelalterlichen Stadtbefestigung. | BDA-Hist.: Q64765173 Status: Bescheid Stand der BDA-Liste: 2025-06-30 Name: Überbauter Rest eines ehem. Wehrturmes und Wehrmauer GstNr.: .130, 130/1, 131/1, 131/2 Stadtbefestigung Friesach                                                                           |
| ja   | Datei hochladen | Stadtgraben mit Zwingermauern HERIS-ID: 35521 Objekt-ID: 34289                                                            | Vom Neumarkter-Tor bis St.-Veiter-Tor Standort KG: Friesach | Der Stadtgraben mit Zwingermauern ist Teil der aus Stadtmauern, Wehrgraben und Wehrbauten bestehenden mittelalterlichen Stadtbefestigung. | BDA-Hist.: Q37964941 Status: Bescheid Stand der BDA-Liste: 2025-06-30 Name: Stadtgraben mit Zwingermauern GstNr.: 3, 4 Stadtbefestigung Friesach |
| ja   | Datei hochladen | Wohn- und Geschäftshaus HERIS-ID: 35529 Objekt-ID: 34297                                                                  | Wiener Straße 1 Standort KG: Friesach                       | Das Eckhaus mit spätmittelalterlichem Kern wurde im 18. Jahrhundert mit einer Biedermeierfassade versehen. Die Fassaden werden durch Gurtgesimse, ein profiliertes Abschlussgesims und eine Traufkehle gegliedert. Die Fenster haben gerade Sohlbank- und Verdachungsgesimse und Parapetfeldern mit rautenförmigen Applikationen. Das schmiedeeiserne Gitter des Portals an der Wiener Straße entstand um 1910. Das schmiedeeiserne Brüstungsgitter des platzseitigen Balkons stammt aus derselben Zeit. Zum Pfarrplatz hin befindet sich ein verandaartiger Anbau mit Terrasse. Später eingesetzt wurde das spitzbogige Biforienfenster aus dem frühen 14. Jahrhundert mit einer romanischen Säule. | BDA-Hist.: Q37964978 Status: Bescheid Stand der BDA-Liste: 2025-06-30 Name: Wohn- und Geschäftshaus GstNr.: .43 Wohn- und Geschäftshaus, Wiener Strasse 1, Friesach |
| ja   | Datei hochladen | Wohnhaus HERIS-ID: 113550seit 2021                                                                                        | Wiener Straße 2 Standort KG: Friesach                       | | BDA-Hist.: Q107607680 Status: Bescheid Stand der BDA-Liste: 2025-06-30 Name: Wohnhaus GstNr.: .42 Wiener Straße 2, Friesach |
| ja   | Datei hochladen | Ehem. Gemeindeamt HERIS-ID: 44206 Objekt-ID: 44948                                                                        | Wiener Straße 3 Standort KG: Friesach                       | Das Gebäude wurde 1769 unter Einbeziehung mittelalterlichen Mauerwerks durch das Kollegiatstift St. Bartlmä als Kantorhaus erbaut. Ab 1780 diente es als Schulhaus. In den 1950er Jahren wurde es als Gemeindeamt adaptiert. Das freistehende Gebäude mit einem südwestseitigen schmalen Anbau wird von einem Walmdach bedeckt. Die späthistoristische Fassaden entstanden 1876. In den Räumen des Erd- und Kellergeschoßes im älteren nördlichen Teil haben sich mittelalterliche Tonnen- und Kreuzgratgewölbe erhalten. | BDA-Hist.: Q38007562 Status: Bescheid Stand der BDA-Liste: 2025-06-30 Name: Ehem. Gemeindeamt GstNr.: .36 Wiener Straße 3, Friesach |
| ja   | Datei hochladen | Ehem. Café Petersberg HERIS-ID: 111693seit 2021                                                                           | Wiener Straße 4 Standort KG: Friesach                       | Das Jugendstilhaus mit Heimatstilelementen wurde 1901/02 nach Plänen von Georg Wünschmann errichtet. | BDA-Hist.: Q107607706 Status: Bescheid Stand der BDA-Liste: 2025-06-30 Name: Ehem. Café Petersberg GstNr.: .38/1 Wiener Straße 4, Friesach |
| ja   | Datei hochladen | Wohnhaus HERIS-ID: 113551seit 2021                                                                                        | Wiener Straße 5 Standort KG: Friesach                       | | BDA-Hist.: Q107607740 Status: Bescheid Stand der BDA-Liste: 2025-06-30 Name: Wohnhaus GstNr.: .34/3 Wiener Straße 5, Friesach |
| ja   | Datei hochladen | Stadtpfarrkirche hl. Bartholomäus und Kirchhof mit romanischem Trichterportal HERIS-ID: 53714 Objekt-ID: 61726            | bei Wiener Straße 6 Standort KG: Friesach                   | Die Stadtpfarrkirche ist eine romanische Pfeilerbasilika mit zwei mächtigen Westtürmen, aus dem 12. Jahrhundert, die im 14. Jahrhundert um den Langchor erweitert und später mehrmals umgebaut wurde. In den Chorschlussfenstern bedeutende spätromanische Glasmalereien. Zahlreiche reliefierte Grabsteine und -platten. | BDA-Hist.: Q2317503 Status: Bescheid Stand der BDA-Liste: 2025-06-30 Name: Stadtpfarrkirche hl. Bartholomäus und Kirchhof mit romanischem Trichterportal GstNr.: .37 Pfarrkirche St. Bartholomäus, Friesach                                                            |
| ja   | Datei hochladen | Ehem. Propsteihof, Pfarrkindergarten HERIS-ID: 53708 Objekt-ID: 61720                                                     | Wiener Straße 6 Standort KG: Friesach                       | Der Propsthof ist ein unregelmäßig viereckiger Bau mit Arkadenhof. Kern der Südostecke ist eine Turmbasis aus dem 13. Jahrhundert, der Süd- und Ostflügel stammen aus dem 15. Jahrhundert, die dreigeschoßigen Arkaden im Hof aus dem 17. Jahrhundert. Umbau und Fassadengestaltung von 1777. | BDA-Hist.: Q2113153 Status: § 2a Stand der BDA-Liste: 2025-06-30 Name: Ehem. Propsteihof, Pfarrkindergarten GstNr.: .16 Propsthof Friesach |
| ja   | Datei hochladen | Wohnhaus HERIS-ID: 113552seit 2021                                                                                        | Wiener Straße 7 Standort KG: Friesach                       | | BDA-Hist.: Q107607781 Status: Bescheid Stand der BDA-Liste: 2025-06-30 Name: Wohnhaus GstNr.: .34/1 |
| ja   | Datei hochladen | Wohnhaus HERIS-ID: 113553seit 2021                                                                                        | Wiener Straße 9 Standort KG: Friesach                       | | BDA-Hist.: Q107607803 Status: Bescheid Stand der BDA-Liste: 2025-06-30 Name: Wohnhaus GstNr.: .33 Wiener Straße 9, Friesach |
| ja   | Datei hochladen | Wohnhaus HERIS-ID: 113554seit 2021                                                                                        | Wiener Straße 10 Standort KG: Friesach                      | | BDA-Hist.: Q107605994 Status: Bescheid Stand der BDA-Liste: 2025-06-30 Name: Wohnhaus GstNr.: .26 Wiener Straße 10, Friesach |
| ja   | Datei hochladen | Wohnhaus HERIS-ID: 113555seit 2021                                                                                        | Wiener Straße 11 Standort KG: Friesach                      | | BDA-Hist.: Q107606482 Status: Bescheid Stand der BDA-Liste: 2025-06-30 Name: Wohnhaus GstNr.: .32 Wiener Straße 11, Friesach |
| ja   | Datei hochladen | Ehem. Gasthof Mohrenwirt HERIS-ID: 88498seit 2021                                                                         | Wiener Straße 12 Standort KG: Friesach                      | | BDA-Hist.: Q107607306 Status: Bescheid Stand der BDA-Liste: 2025-06-30 Name: Ehem. Gasthof Mohrenwirt GstNr.: .27 Wiener Straße 12, Friesach |
| ja   | Datei hochladen | Gasthaus HERIS-ID: 113556seit 2021                                                                                        | Wiener Straße 13 Standort KG: Friesach                      | | BDA-Hist.: Q107607477 Status: Bescheid Stand der BDA-Liste: 2025-06-30 Name: Gasthaus GstNr.: .31 Wiener Straße 13, Friesach |
| ja   | Datei hochladen | Wohn- und Geschäftshaus HERIS-ID: 113557seit 2021                                                                         | Wiener Straße 15 Standort KG: Friesach                      | | BDA-Hist.: Q107607607 Status: Bescheid Stand der BDA-Liste: 2025-06-30 Name: Wohn- und Geschäftshaus GstNr.: .30 Wiener Straße 15, Friesach |
| ja   | Datei hochladen | Wohnhaus HERIS-ID: 113558seit 2021                                                                                        | Wiener Straße 17 Standort KG: Friesach                      | | BDA-Hist.: Q107607659 Status: Bescheid Stand der BDA-Liste: 2025-06-30 Name: Wohnhaus GstNr.: .29 |
| ja   | Datei hochladen | Olsatorbrücke HERIS-ID: 35512 Objekt-ID: 34280                                                                            | Standort KG: Friesach                                       | | BDA-Hist.: Q37964890 Status: § 2a Stand der BDA-Liste: 2025-06-30 Name: Olsatorbrücke GstNr.: 1, 3, 4, 1763/10, 1685/3 Olsatorbrücke |
| ja   | Datei hochladen | Stadtbefestigung: Talseitige Befestigung samt Wassergraben und Olsatorbrücke HERIS-ID: 113559seit 2021                    | Standort KG: Friesach                                       | Die mittelalterliche Stadtbefestigung besteht aus Stadtmauern, Wehrgraben und Wehrbauten. Anmerkung: Koordinaten auf die Olsatorbrücke | BDA-Hist.: Q107608100 Status: Bescheid Stand der BDA-Liste: 2025-06-30 Name: Stadtbefestigung: Talseitige Befestigung samt Wassergraben und Olsatorbrücke GstNr.: 1, 3, 4, 1763/10, 1685/3 Stadtbefestigung Friesach                                                   |
| ja   | Datei hochladen | Kath. Filialkirche hl. Mauritius HERIS-ID: 57688 Objekt-ID: 67953                                                         | St.-Mauritzen-Weg 16, in der Nähe Standort KG: Friesach     | Die Kirche ist ein kleiner, einheitlich spätgotischer Bau mit Dachreiter, hölzerner Vorhalle und hölzerner Empore. Einrichtung: ein einfacher klassizistischer Altar und die Kanzel von 1781. | BDA-Hist.: Q1413175 Status: § 2a Stand der BDA-Liste: 2025-06-30 Name: Kath. Filialkirche hl. Mauritius GstNr.: .279 Filialkirche St. Mauritzen, Friesach |
| ja   | Datei hochladen | Kirchenruine Virgilienberg und ehem. Kirchhof HERIS-ID: 87920 Objekt-ID: 102376                                           | Virgilienberg Standort KG: Friesach                         | Von der ab Anfang des 19. Jahrhunderts verfallenden Kirche ist noch die Ruine des Chors (errichtet Anfang des 14. Jahrhunderts) erhalten, daneben spärliche Reste der ehemaligen Propstei. | BDA-Hist.: Q1743238 Status: Bescheid Stand der BDA-Liste: 2025-06-30 Name: Kirchenruine Virgilienberg und ehem. Kirchhof GstNr.: .131/2, 132, 129/2 Kirchenruine Virgilienberg                                                                                         |
| ja   | Datei hochladen | Archäologisches Fundhoffnungsgebiet (ehem. romanischer Karner und barocke Kapelle) HERIS-ID: 94707 Objekt-ID: 109868      | Standort KG: Friesach                                       | Der um 1200 erbaute romanische Karner fiel 1849 dem Straßenbau (Wiener Straße) zum Opfer. | BDA-Hist.: Q37764902 Status: Bescheid Stand der BDA-Liste: 2025-06-30 Name: Archäologisches Fundhoffnungsgebiet (ehem. romanischer Karner und barocke Kapelle) GstNr.: 48, 1763/13                                                                                     |
| ja   | Datei hochladen | Archäologisches Fundhoffnungsgebiet Altstadt (ältester Siedlungskern des Ortes) HERIS-ID: 94709 Objekt-ID: 109870         | Standort KG: Friesach                                       | Ein im Jahr 860 von König Ludwig dem Deutschen dem Salzburger Erzbischof geschenkter Hof befand sich wohl auf diesem Areal. | BDA-Hist.: Q37764911 Status: Bescheid Stand der BDA-Liste: 2025-06-30 Name: Archäologisches Fundhoffnungsgebiet Altstadt (ältester Siedlungskern des Ortes) GstNr.: 24, .20, 25, 26, 27, 29                                                                            |
| ja   | Datei hochladen | Stadtbefestigung (Gesamtanlage) HERIS-ID: 88312 Objekt-ID: 102870                                                         | Standort KG: Friesach                                       | Die Mauern sind Teil der aus Stadtmauern, Wehrgraben und Wehrbauten bestehenden mittelalterlichen Stadtbefestigung. | BDA-Hist.: Q64765176 Status: § 2a Stand der BDA-Liste: 2025-06-30 Name: Stadtbefestigung (Gesamtanlage) GstNr.: 160, 173/3, 400, .200/2, 424/2, 161, 360, .186/2, .188/1, .478, 357, 132, 129/2, 70/1, 141/1, 1746, 1763/18, 367, 423/1, 358 Stadtbefestigung Friesach |
| ja   | Datei hochladen | Stadtbefestigung: Sacktor und Mauer am Weg zum Petersberg HERIS-ID: 113563seit 2021                                       | Standort KG: Friesach                                       | Die mittelalterliche Stadtbefestigung besteht aus Stadtmauern, Wehrgraben und Wehrbauten. Anmerkung: Koordinaten auf das Sacktor | BDA-Hist.: Q107608169 Status: Bescheid Stand der BDA-Liste: 2025-06-30 Name: Stadtbefestigung: Sacktor und Mauer am Weg zum Petersberg GstNr.: 1746, 1763/18, 434/1 Stadtbefestigung Friesach                                                                          |